# NGC 6521
NGC 6521 is een elliptisch sterrenstelsel in het sterrenbeeld Draak. Het hemelobject werd op 27 oktober 1861 ontdekt door de Duits-Deense astronoom Heinrich Louis d'Arrest.

## Synoniemen
- UGC 11061
- MCG 10-25-119
- ZWG 301.2
- ZWG 300.95
- PGC 61121